# IC 4492
IC 4492 је галаксија у сазвјежђу Волар која се налази на листи објеката дубоког неба у Индекс каталогу.
Деклинација објекта је + 37° 27' 10" а ректасцензија 14h 42m 33,8s. Привидна величина (магнитуда) објекта IC 4492 износи 14,0 а фотографска магнитуда 15,0. IC 4492 је још познат и под ознакама MCG 6-32-88, CGCG 192-54, ARAK 455, NPM1G +37.0448, PGC 52536.